# Ронцоне
Ронцоне (итал. Ronzone) је насеље у Италији у округу Тренто, региону Трентино-Јужни Тирол.
Према процени из 2011. у насељу је живело 385 становника. Насеље се налази на надморској висини од 1098 м.

## Становништво
Према резултатима пописа становништва 2011. у општини је живело 391 становника.
| 1931. | 1936. | 1951. | 1961. | 1971. | 1981. | 1991. | 2001. | 2011. |
| ----- | ----- | ----- | ----- | ----- | ----- | ----- | ----- | ----- |
| 500   | 452   | 421   | 413   | 388   | 380   | 336   | 352   | 391   |